# Calvagese della Riviera
Calvagese della Riviera – miejscowość i gmina we Włoszech, w regionie Lombardia, w prowincji Brescia.
Według danych na rok 2004 gminę zamieszkiwały 2522 osoby, 229,3 os./km².